# Never Too Late
Never Too Late – piosenka australijskiej piosenkarki Kylie Minogue. Piosenka pochodzi z płyty Enjoy Yourself z 1989 roku.

## Lista utworów
CD single
1. „Never Too Late” (3:21)
2. „Never Too Late” (Extended) (6:11)
3. „Kylie’s Smiley Mix” (Extended) (6:17)

7" single
1. „Never Too Late” (3:21)
2. „Kylie’s Smiley Mix” (7" version) (3:59)

12" single
1. „Never Too Late” (Extended) (6:11)
2. „Kylie’s Smiley Mix” (Extended) (6:17)

Australian 12" single/7" single/Cassette single
1. „Never Too Late” (Extended) (6:11)
2. „Made In Heaven” (Heaven Scent Mix) (4:43)

## Wyniki na Listach Przebojów
| Lista (1989)                | Pozycja na Liście |
| --------------------------- | ----------------- |
| Australia Singles Chart     | 14                |
| Eurochart Hot 100           | 11                |
| France Singles Chart        | 26                |
| Ireland Singles Chart       | 1                 |
| Israel Singles Chart        | 1                 |
| Dutch Singles Chart         | 29                |
| New Zealander Singles Chart | 27                |
| German Singles Chart        | 45                |